# Trác Tư
Trác Tư (tiếng Trung: 卓资县) là một kỳ của địa cấp thị Ulanqab (Ô Lan Sát Bố), khu tự trị Nội Mông Cổ, Trung Quốc.

### Trấn
- Trác Tư Sơn (卓资山镇)
- Kỳ Hạ Doanh (旗下营镇)
- Thập Bát Đài (十八台镇)
- Ba Âm Tích Lặc (巴音锡勒镇)
- Lê Hoa (梨花镇)

### Hương
- Đại Du Thụ (大榆树乡)
- Hồng Chiêu (红召乡)